# Paweł Sarna

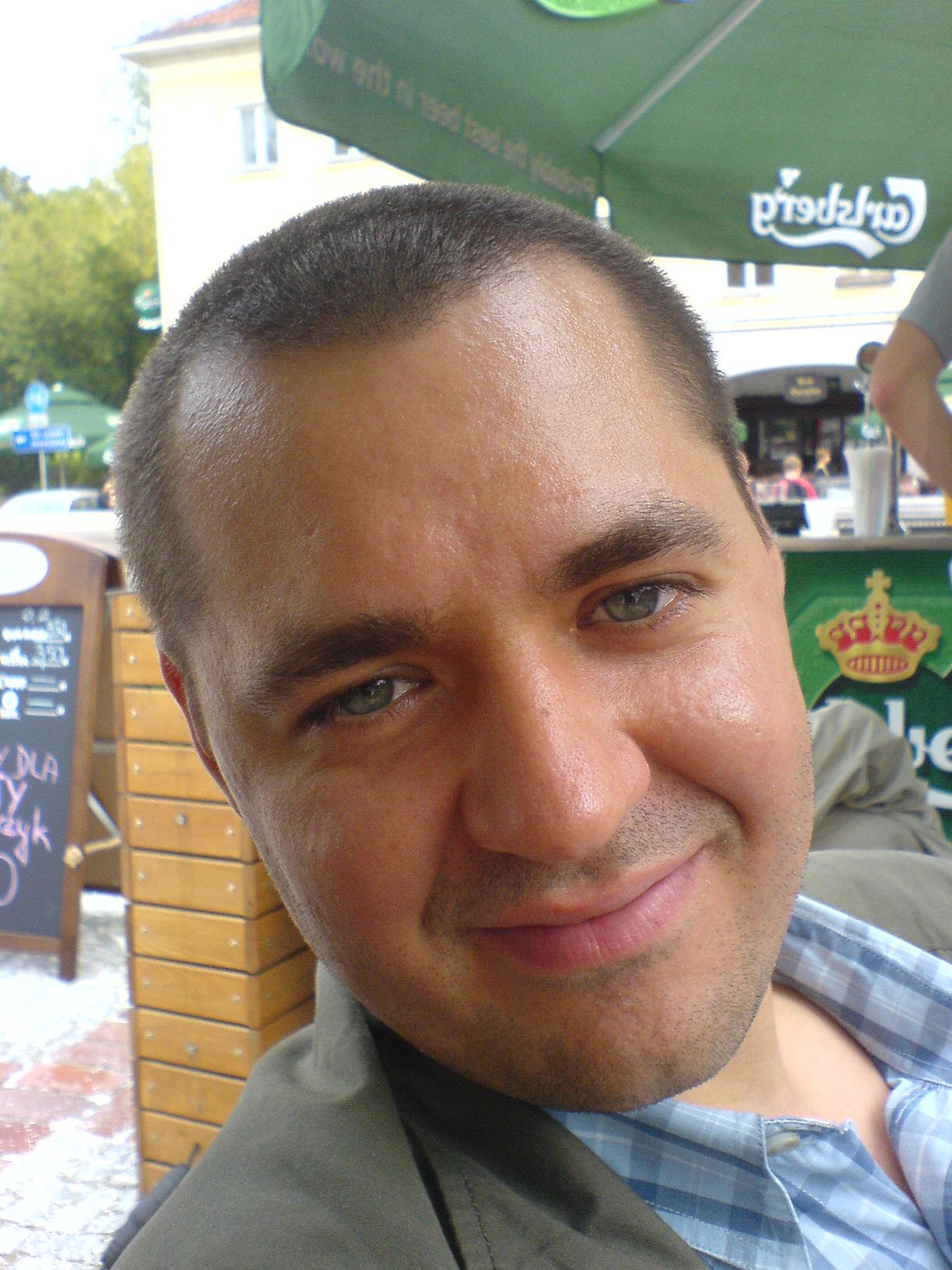
Paweł Sarna 2006

Paweł Sarna (* 1977 in Jaworzno, Polen) ist ein polnischer Schriftsteller. Sarna studierte an der Schlesischen Universität in  Kattowitz polnische Philologie und schloss sein Studium 2002 ab. Anschließend war er Doktorand an der Schlesischen Universität in Kattowitz. In den 1990er Jahren begann er schriftstellerisch zu arbeiten und gehörte der Dichtergruppe Estakada an. Sein erster Erzählband erschien im Jahre 2000.

## Werke
- Ten i Tamten Bydgoszcz, Świadectwo 2000, ISBN 83-87531-87-1.
- Biały OjczeNasz Kraków, Zielona Sowa 2002, ISBN 83-7220-502-7.
- Czerwony żagiel Kraków, Zielona Sowa 2006, ISBN 83-7435-189-6.
- Śląska awangarda. Poeci grupy Kontekst. Katowice, Katowickie Stowarzyszenie Artystyczne 2004, ISBN 83-921199-0-8.